# السبق العلمي في النصوص المقدسة
السبق أو المعرفة العلمية المسبقة في النصوص المقدسة هو الاعتقاد بنبوءة بعض النصوص المقدسة بأحداث تأخذ مجراها في العالم الطبيعي ولم يمكن اكتشافها سوى بعد التقدم العلمي والتكنولوجيا.هذا يشمل أيضاً الاعتقاد بأن النص المقدس يمنح إدراكاً أوسع للعالم الطبيعي كما في أراء بعض اليهودية الأرثودكسية بما جاء في الكتاب العبري (تناخ)، وآراء بعض المسلمين بما جاء في القرآن، وكذلك آراء بعض الأصوليين المسيحيين بشأن الكتاب المقدس وبعض الحراكيين الهندوسيين حول فيدا. المشككون بدورهم أوضحوا أن بعض هذه المحاولات ليست سوى انحياز تأكيدي.
تعرضت هذه الفئة من المفكرين للنقد العلمي كونها لا تستند إلى وقائع خاضعة للتجربة أو المنهجية العلمية.